# Zang
Zang – pierwszy solowy album studyjny polskiego wokalisty Piotra Mohameda. Wydawnictwo ukazało się 6 kwietnia 2018 roku nakładem wytwórni muzycznej My Music.

## Lista utworów
| Nr  | Tytuł utworu                                                 | Produkcja                                 | Długość |
| --- | ------------------------------------------------------------ | ----------------------------------------- | ------- |
| 1.  | „Oni Przyszli” (Gościnnie: Justin Chancellor & Monika Emat)  | Magiera; Glaca                            | 4:12    |
| 2.  | „Nie Oddamy Im Krwi”                                         | Magiera; Glaca                            | 3:59    |
| 3.  | „Czas Ludzi Słońca”                                          | Magiera; Glaca; Tomasz Osiński            | 4:17    |
| 4.  | „Człowiek” (Gościnnie: Kora)                                 | Sherlock; Glaca; Grzegorz Piotrowski      | 3:50    |
| 5.  | „Dziwny Świat” (Gościnnie:Marta Podulka)                     | Magiera; Glaca; Grzegorz Piotrowski       | 4:57    |
| 6.  | „Życie i Samotność” (Gościnnie: Peja)                        | OrmiX; Glaca; Grzegorz Piotrowski         | 4:28    |
| 7.  | „Klątwa” (Gościnnie: Anna Patrini)                           | Glaca, Young Veterans                     | 4:01    |
| 8.  | „Wolność” (Gościnnie:Marta Podulka; Scratche: DJ Danek)      | Magiera; Glaca                            | 4:57    |
| 9.  | „Trotyl” (Scratche: DJ Danek)                                | Glaca; Tomasz Osiński;Grzegorz Piotrowski | 4:02    |
| 10. | „Życie Takie Jest” (Gościnnie:Marta Podulka)                 | Sherlock; Glaca; Grzegorz Piotrowski      | 4:17    |
| 11. | „Wilk”                                                       | Magiera; Glaca; Tomasz Osiński            | 4:13    |
| 12. | „Tobie”                                                      | Kuba Leciej; Glaca                        | 4:34    |
| 13. | „Wizja” (Gościnnie: Justin Chancellor)                       | Glaca                                     | 4:46    |
| 14. | „Na Końcu Świata / Zang Manifesto” (Gościnnie: Ula Garncarz) | Marek Kubik                               | 6:18    |
| 15. | „Samotność” (Gościnnie: Monika Biczysko)                     | Kuba Leciej; Glaca; Marcin Baran          | 3:56    |
| 16. | „To My”                                                      | Maro                                      | 4:04    |
| 17. | „Oni Przyszli” (Remix)                                       | Danny Lohner                              | 4:37    |
|     |                                                              |                                           | 1:15:28 |

## Twórcy albumu
- Piotr Frątczak - oprawa graficzna
- Brian Lucey - mastering
- Marcin Baran - miksowanie
- Piotr "Glaca: Mohamed - produkcja, miksowanie, śpiew, teksty
- Tomek Tomkowiak - zdjęcia
- Grzegorz Piotrowski - perkusja, gitara
- Tomasz "Magic" Osiński - gitara

## Listy sprzedaży
| Lista | Kraj   | Pozycja |
| ----- | ------ | ------- |
| OLiS  | Polska | 2       |